# 682 (číslo)
Šest set osmdesát dva je přirozené číslo. Následuje po čísle šest set osmdesát jedna a předchází číslu šest set osmdesát tři. Římskými číslicemi se zapisuje DCLXXXII a řeckými číslicemi χπβ.

## Matematika
682 je:
- Deficientní číslo
- Složené číslo
- Nešťastné číslo

## Astronomie
- (682) Hagar je planetka hlavního pásu, kterou objevil v roce 1909 August Kopff

## Ostatní
- +682 je mezinárodní telefonní předvolba Cookových ostrovů

## Roky
- 682
- 682 př. n. l.